# Galeopsideae
Galeopsideae (ili Betoniceae), tribus medićevki, dio potporodice Lamioideae.
Sastoji se od dva roda sa oko 20 vrsta višegodišnjeg (Betonica ) i jednogodišnjeg bilja (Galeopsis).

## Rodovi
1. Betonica L. (10 spp.)
2. Galeopsis L. (10 spp.)